# Eduard Fernández
Eduard Fernández Serrano (Barcellona, 24 agosto 1964) è un attore spagnolo.

## Filmografia
- Souvenir, regia di Rosa Vergés (1994)
- Zapping, regia di Juan Manuel Chumilla-Carbajosa (1999)
- Los lobos de Washington, regia di Mariano Barroso (1999)
- Sfida per la vittoria (El portero), regia di Gonzalo Suárez (2000)
- La voz de su amo, regia di Emilio Martínez Lázaro (2001)
- Son de mar, regia di Bigas Luna (2001)
- Fausto 5.0, regia di Àlex Ollé, Isidro Ortiz e Carles Padrissa (2001)
- El embrujo de Shanghai, regia di Fernando Trueba (2002)
- Smoking Room, regia di Roger Gual e Julio D. Wallovits (2002)
- El misterio Galíndez, regia di Gerardo Herrero (2003)
- En la ciudad, regia di Cesc Gay (2003)
- Cosas que hacen que la vida valga la pena, regia di Manuel Gómez Pereira (2004)
- Hormigas en la boca, regia di Mariano Barroso (2005)
- Obaba, regia di Montxo Armendáriz (2005)
- El método, regia di Marcelo Piñeyro (2005)
- Il destino di un guerriero (Alatriste), regia di Agustín Díaz Yanes (2006)
- Ficció, regia di Cesc Gay (2006)
- Tres días, regia di F. Javier Gutiérrez (2008)
- Che - Guerriglia (Che: Part Two), regia di Steven Soderbergh (2008)
- La noche que dejó de llover, regia di Alfonso Zarauza (2008)
- El vestido, regia di Paula de Luque (2008)
- Amores locos, regia di Beda Docampo Feijóo (2009)
- Tres dies amb la família, regia di Mar Coll (2009)
- Flores negras, regia di David Carreras (2009)
- Luna caliente, regia di Vicente Aranda (2009)
- Biutiful, regia di Alejandro González Iñárritu (2010)
- La mosquitera, regia di Agustí Vila (2010)
- Pa negre, regia di Agustí Villaronga (2010)
- La pelle che abito (La piel que habito), regia di Pedro Almodóvar (2011)
- Una pistola en cada mano, regia di Cesc Gay (2012)
- Due uomini, quattro donne e una mucca depressa, regia di Anna Di Francisca (2012)
- Todas las mujeres, regia di Mariano Barroso (2013)
- Felices 140, regia di Gracia Querejeta (2015)
- Truman - Un vero amico è per sempre (Truman), regia di Cesc Gay (2015)
- La notte che mia madre ammazzò mio padre (La noche que mi madre mató a mi padre), regia di Inés París (2016)
- 1898: Los últimos de Filipinas, regia di Salvador Calvo (2016)
- L'uomo dai mille volti (El hombre de las mil caras), regia di Alberto Rodríguez (2016)
- Perfectos desconocidos, regia di Álex de la Iglesia (2017)
- Tutti lo sanno (Todos lo saben), regia di Asghar Farhadi (2018)
- Lettera a Franco (Mientras dure la guerra), regia di Alejandro Amenábar (2019)
- Open Arms - La legge del mare (Mediterráneo), regia di Marcel Barrena (2021)
- Quando Dio imparò a scrivere (Los renglones torcidos de Dios), regia di Oriol Paulo (2022)

## Doppiatori italiani
Nelle versioni in italiano delle opere in cui ha recitato, Eduard Fernandez è stato doppiato da:
- Massimo Rossi ne Il destino di un guerriero, Mano de Hierro
- Franco Mannella ne La notte che mia madre ammazzò mio padre, Tutti lo sanno
- Fabio Boccanera in Sfida per la vittoria
- Antonio Catania in Due uomini, quattro donne e una mucca depressa
- Edoardo Siravo in Lettera a Franco
- Dario Oppido in Open Arms - La legge del mare
- Rodolfo Bianchi in Quando Dio imparò a scrivere

## Riconoscimenti
- Premio Goya
  - 2002 – Premio come miglior attore protagonista per Fausto 5.0
  - 2004 – Premio come miglior attore non protagonista per En la ciudad